# سلیمان امیرقاسمی
سلیمان امیرقاسمی (۱۲۶۳–۱۳۴۹ هـ. ش) که از نام مستعار سلیم خان استفاده می‌کرد، از خوانندگان صاحب سبک موسیقی ایرانی در اواخر قاجار و پهلوی اول بود.
او شاگرد عیسی آقاباشی (از شاگردان ابراهیم آقاباشی خوانندهٔ ظل السلطان) بود و از مصاحبت استادان بزرگ خواننده و همنشینی افرادی مانند علی خان نایب السلطنه و میرزا غلام‌رضای شیرازی استفادهٔ فراوان برده‌است. وی مدت‌ها سمت نظامت مدرسهٔ فلاحت کرج (دانشکده کشاورزی کنونی) را بر عهده داشت. سپس به خدمت وزارت دارایی و سازمان برنامه درآمد. او شاگردانی تربیت کرد که از جملهٔ آنها می‌توان به رامبد صدیف و عطاالله امیدوار اشاره کرد. امیر قاسمی طی دو نوبت در شهریور ماه سال ۱۳۰۵ و ۱۳۰۷ آثاری را بر روی صفحات کمپانی گرامافون ضبط کرد. این آثار با برچسب هیزمسترزویس تحت عنوان سلیم خان منتشر شدند.
سلیم خان هر روز در منزل خود در تهران بزم موسیقی و محفلی خصوصی تشکیل می‌داد که بزرگان موسیقی آن دوران کارهای خود را در آنجا به نمایش می‌گذاشتند. در این جمع بزرگانی همچون حسین طاهرزاده، حسن قصاب، ادیب خوانساری، سعید هرمزی، علی‌اکبر شهنازی، حسن مشحون، نورعلی برومند، ابوالحسن صبا، جناب دماوندی و بسیاری دیگر از بزرگان موسیقی ایران حضور داشتند.
در برخی از این محافل موسیقی، شاگردان و اهل هنر و ادب چون حسن مشحون، رامبد صدیف، سید کریم امیری فیروزکوهی، حاتم عسگری و عطاالله امیدوار به عنوان مستمع حضور پیدا می‌کردند. نوارهای بسیاری از کلاس درس و این محافل خصوصی به جا مانده‌است.
او از بستگان عضدالملک و از نوادگان امیرقاسم خان قاجار  محمدقاسم خان ظهیرالدوله  بود و با امیرسلیمانی‌ها نسبت نزدیکی داشت، سلیمان خان فرزند  حبیب‌الله خان امیرقاسمی  بود.
قبر او در قطعه ۳ بهشت زهرا ست ولی سنگ قبر بسختی خوانده میشود